# اقاوهر
اقاوهر (به انگلیسی: Aghavoher) یک منطقهٔ مسکونی در ایرلند است.